# Cordyline
Cordyline es un género de cerca de 15 especies de monocotiledóneas leñosas fanerógamas clasificadas en las Asparagaceae o alternativamente en la familia segregante de las  Laxmanniaceae, en el sistema Angiosperm Phylogeny Group,  pero colocada por el sistema APG II (2003) en las Agavaceae. Género nativo de la región del océano Pacífico occidental, desde Nueva Zelanda, este de Australia, sudeste de  Asia, Polinesia y Hawái.

## Descripción
Plantas policárpicas, arborescentes o sufrútices epífitas, escasamente ramificadas; tallos leñosos con cicatrices foliares persistentes. Hojas enteras, coriáceas o rígidas, agregadas en la punta de las ramas, inermes, la base amplexicaule, con frecuencia abruptamente contraída en un pecíolo acanalado. Inflorescencia una panícula. Flores bisexuales, verdosas, amarillentas o rosáceas, cortamente pediceladas o sésiles; tépalos unidos basalmente en un tubo corto o largo, los lobos más o menos iguales; estambres insertados cerca de la parte superior del tubo; ovario súpero, 3-locular, glabro, los óvulos (2-)4-20 por lóculo, en 2 series. Fruto una baya globosa, suculenta; semillas numerosas, comprimidas, negras.

## Taxonomía
El género fue descrito por Comm. ex R.Br. y publicado en Prodromus Florae Novae Hollandiae 280. 1810.
Etimología
Cordyline: nombre genérico que deriva de la palabra griega kordyle que significa "club", en referencia a los tallos subterráneos o agrandamiento de los rizomas.

## Especies selectas
- Cordyline australis (árbol col)
- Cordyline banksii
- Cordyline fruticosa (planta Ti; sin. C. terminalis)
- Cordyline haageana
- Cordyline indivisa
- Cordyline obtecta (endémica en Isla Norfolk y Nueva Zelanda; sin. C.baueri, C. kaspar)
- Cordyline pumilio
- Cordyline stricta

### Cultivo y usos
Miembros del grupo crecen frecuentemente como ornamentales, y el Cordyline terminalis  culinariamente y otros usos.